# Hugh French Thomason
Hugh French Thomason (* 22. Februar 1826 in Smith County, Tennessee; † 30. Juli 1893 in Van Buren, Crawford County, Arkansas) war ein US-amerikanischer Jurist und als Politiker sowohl für die Vereinigten Staaten als auch für die Konföderierten Staaten tätig. 

## Werdegang
Über die Jugendjahre von Hugh French Thomason ist nichts bekannt. Irgendwann zog er nach Arkansas. Er studierte Jura und praktizierte wohl auch als Anwalt. 1861 nahm er als Delegierter an dem Sezessionskonvent von Arkansas teil und saß dann im Provisorischen Konföderiertenkongress. Bei seiner Kandidatur für den ersten Konföderiertenkongress erlitt er eine Niederlage gegenüber Felix Ives Batson (1819–1871). Nach dem Ende des Bürgerkrieges saß er 1866 und 1886 im Repräsentantenhaus von Arkansas. 1874 nahm er an der Verfassunggebenden Versammlung von Arkansas teil. Im selben Jahr kandidierte er erfolglos für einen Sitz im US-Repräsentantenhaus. Er saß 1880 im Senat von Arkansas. Von 1890 bis 1893 war er Richter in Arkansas. Er verstarb in Van Buren und wurde dort auf dem Fairview Cemetery beigesetzt.